# Elisabetta Pintor
Elisabetta Pintor (Carrara, 7 giugno 1953) è una giornalista e traduttrice italiana.

## Biografia
È nata a Carrara (Massa Carrara), ma di origine sarda, laureata in Lingue e letterature straniere moderne con tesi in letteratura inglese presso la Facoltà di Lettere e Filosofia dell'Università di Pisa, città dove ha vissuto per il periodo degli Studi. Dopo un soggiorno tra Londra e Cambridge (insegna italiano al Queens' College (Cambridge), Inghilterra), collabora nella metà degli anni '80 con l'Istituto Italiano di Cultura di Madrid, diretto da Marco Miele e frequenta i poeti e gli scrittori della capitale, abitando nella Residencia de Estudiantes. Esordisce nel giornalismo su Alfabeta rivista fondata da appartenenti al Gruppo 63, El Globo e El País, realizzando in seguito da Milano interviste a personalità del mondo dell'editoria, dell'arte e del design. Scrive per La Nazione, l'Unità, Epoca (rivista), Cambio 16 (revista) ed altre testate. Fra gli intervistati Igor Mitoraj, Renzo Piano, Vittorio Gassman e Helmut Newton. Nel 1990 approda al Corriere della Sera e scrive articoli di cultura di ambito spagnolo e ispano-americano. Passa nel 1997 a La Stampa di Torino continuando a collaborare a testate estere. Ha dato voce, per la prima volta, agli scrittori di lingua spagnola come Rosa Chacel, Camilo José Cela, Gonzalo Torrente Ballester, Manuel Vázquez Montalbán, Juan Madrid, Andreu Martin, Fernando Savater, Pedro Almodóvar( in occasione della prima pubblicazione di Patty Diphusa y otros textos Ed. Anagrama 1991), Javier Marías (trad. it.), Almudena Grandes, Paco Ignacio Taibo II, Clara Janés, Luís Antonio de Villena, ed altri.

## Pubblicazioni
- Pintor E., Camilo José Cela con Elisabetta Pintor, in Panta, n. 15 - Conversazioni- Bompiani,1997 pp. 143-151 (Fundación Cela, Iria Flavia, Padrón, Galicia, il volume è presente anche presso la Biblioteca dell'Istituto Italiano di Cultura di Barcellona)[9]
- Pintor E., Ballester, Don Juan (interv. a Gonzalo Torrente Ballester) (Conversazioni di varie discipline), Alfabeta, Nº 100/Anno 9 (1987) pag. 29 e in "Alfabeta" 1979-1988, Antologia della rivista, a cura di Rossana Bossaglia, Maurizio Ferraris, Carlo Formenti, Clelia Martignoni. Premessa di Maria Corti, Milano, Bompiani, 1996, ristampa marzo 2012, pag. 702 ( Biblioteca dell'Istituto Italiano di Cultura di Barcellona, Spagna); inserto Corriere della sera, Libri & Classifiche, Domenica 22 Novembre 1992, pag. 26; Tipologia: recensione; Titolo: C'era una volta un Re La Spagna di Felipe si racconta; Opera: Scherzo in Re maggiore (Croníca del rey pasmado, 1989) Frassinelli, 1992, pag. 174.
- Pintor E., Una bambina di Valladolid. Incontro con Rosa Chacel, in Linea d'Ombra (rivista), Anno V, luglio-agosto 1987, n. 19, pp. 70-71.
- Pintor E., Rosa memoria di Spagna , Marie Claire N. 3 Marzo 1988, pag. 209.
- Pintor E., Vita di Pepe, Manuel Vázquez Montalbán festeggia Carvalho che compie 25 anni..., in Effe - Autunno 1997 N.7, pag 35 La Rivista delle Librerie Feltrinelli, n°7, 1997, pag.35
- Pintor E., L'intervista...  Arrabal, nato per écrire arrabalescos.[10]

### Interviste scelte in spagnolo
- Teresa Berganza entusiasma en la Scala de Milán, El País Cultura, 23 diciembre 1988[11]
- Los 70 años de Ettore Sottsass , El Globo, Grupo Prisa, n. 15/ del 15 al 21 de enero de 1988, pp. 92-96, Entrevista, traducción: Jorge Onetti
- Aldo Busi "El hecho de escribir me vuelve más imbecil", El Globo,Grupo Prisa , 4 de julio de 1988,pp. 84-85, Entrevista
- Strehler: Francia condena a la miseria al Teatro de Europa, El Independiente, IV, 16 de Enero de 1988, Entrevista a Giorgio Strehler
- La pasión por la escultura, El País, sábado 18 de marzo de 1989, p. 8 Artes , Encuentro con Igor Mitoraj
- Vittorio Gassman - El arte de vivir, Revista Paisajes desde el tren, Comfersa, n. 24 de octubre de 1992, pp. 18-21, Entrevista
- Los 40 años de Krizia, Babelia, El País, n. 128/ jueves 31 de marzo de 1994, Portada y pp. 2-3 Moda, Entrevista[12]
- La arquitectura es una forma de cambiar el mundo, Babelia, El País, n. 144, Sabado 23 de julio de 1994, Portada y pp. 2-3, Entrevista a Vittorio Gregotti[13]
- "Me horroriza lo efimero", Babelia, El País, n. 163, 3 de diciembre de 1994, Portada y pp. 2-3, Entrevista a Gae Aulenti[14]
- Ronconi: El Teatro es un Laberinto, Babelia, El País, n. 447, 17 de junio de 2000, Portada y pp. 20-21 Escenarios, Encuentro con Luca Ronconi[15]
- Renzo Piano: "La arquitectura está llena de contradicciones que no hay que resolver", ABC Cultural, 8 de marzo de 2003, p.36, Entrevista
- Milán, bohemia con clase, Internacional, Revista Paisajes desde el tren Comfersa, Commercial del ferrocarril, S.A., n. 187 - mayo 2006, pp. 60-66, Texto.

## Traduzioni

### Poesie
- Clara Janés, Eros, dedicata A Rosa Chacel, in "Schema", rivista letteraria, Anno V, n. 23-24 febbraio-aprile 1988, p.7
- Luís Antonio de Villena, Questa amata atmosfera del tango alle tre, in "Schema", rivista letteraria, Anno V, febbraio-aprile 1988, p.8

### Racconti
- Javier Marías, Un epigramma di lealtà, in Panta, n. 2 - Il Denaro - Bompiani, 1990, pp. 69-73, primo racconto edito in Italia
- Eduardo Mendicutti, Ora mi chiamo Rebeca Soler, in Panta, n. 4 -Sesso- Bompiani, 1991, pp. 87-102
- Enrique Vila-Matas, Dante ti manda i saluti, in Panta, n. 8 - La Follia- Bompiani, 1992, pp. 119-134
- Andreu Martín, Per il tuo bene, in Panta, n. 7 - Crimini- Bompiani, 1992, pp. 43-49
- Manuel Vázquez Montalbán, Dietro il Delitto spunta la Politica, inserto Corriere della Sera Cultura, Domenica 20 Settembre 1992, pp. 1-2
- Rosa Chacel, Trasfigurazione, in Nuovi Argomenti, Vol. 61: Supernova, Milano, Mondadori, gennaio-marzo 2013, pp. 148-166, 60º anniversario del trimestrale fondato da Alberto Carocci e Alberto Moravia

## Collegamenti con altre personalità
Ha curato per l'inserto Corriere della Sera Cultura, domenica 11 novembre 1990, la conversazione a due voci tra Manuel Vázquez Montalbán e Jorge Semprún, "La Guerra è finita, la Storia no. Franchisti, comunisti: il potere cancella e riscrive".
Ha pubblicato, per la prima volta, la lettera di Mussolini, che si trova in suo possesso,  al Console spagnolo di Milano Canthall, conservata a Madrid nell'archivio del Ministerio de Asuntos Exteriores di cui si fa cenno in un saggio dello storico Javier Tusell Gómez
Per il 100º anniversario della nascita di Federico García Lorca ha dato voce alla sorella Isabel "Parla La Sorella" su "La Stampa" ed è uscito l'articolo "García Lorca, poeta, goloso di vita" su "La Nazione". Gli articoli sono stati anche inseriti nel catalogo on line della Biblioteca del "Centro Federico García Lorca" in Granada, in Spagna
Fra gli intervistati e gli autori di libri recensiti sulla stampa italiana: Carlos Fuentes, Elena Poniatowska, Jorge Luis Borges, Juan Carlos Onetti, Álvaro Cunqueiro, Augusto Monterroso, Antonio Sarabia, Juan Madrid, Julio Cortázar, Juan Benet, Juan Marsé, Carmen Martín Gaite, Juan José Arreola, Mercè Rodoreda, Fernando Arrabal ed altri.
In occasione della ristampa de  La vita agra di Luciano Bianciardi e dell'uscita della biografia Vita agra di un anarchico  ha intervistato la figlia Luciana, sua compagna di corso all'Università di Pisa.
Dall'incontro fortuito fra lo scrittore siciliano Vincenzo Consolo ed Elisabetta Pintor, nell'ora della Strage di Via Palestro a Milano, nasce il testo La calata dei Barbaros in una notte d'estate. File:Barbaros-2.jpg
Nell'aprile del 2012 ha recuperato e reso possibile il ritorno in Spagna dell'opera su tavola di Gerardo Rueda (Atocha, 1960) esposta alla XXX Biennale di Venezia, appartenuta allo scrittore Antonio Porta (Leo Paolazzi).